# Василик Василь
Васи́лик Василь (13 січня 1909, с. Сороки, нині Чортківського району Тернопільської області — 29 січня 1992, Буенос-Айрес) — громадський діяч, диригент хорів й оркестрів.

## Біографія
Закінчив школу дяківства й диригентуру у Станіславі (нині Івано-Франківськ, 1927 р.). 1929 року прийнятий до Музичного інституту ім. Миколи Лисенка, через хворобу не зміг продовжувати студій.

Під час військової служби 1931—1932 організував при війську хор.

Створив 2 оркестри духових інструментів, світські й церковні хори у Сороках, Ліщинцях, Базари, Бурдяківцях і Бучачі. З хором із Базару посів 2-е місце у конкурсі хорів у Чорткові (1934 р.).
1944 р. еміґрував, жив у Ляндеку (Австрія), від 1948 р. Буенос-Айресі, де організовував церковні й світські хори.

Гармонізатор церковного та народного співу. Скомпонував пісні на честь Божої Матері «Цариця Скитальців» та на честь ув'язненого тоді митрополита Йосипа Сліпого «Серед вічних снігів». Написав спогади, які опубліковано у мемуарному збірнику «Бучач і Бучаччина» (Нью-Йорк, 1972).